# Erich Aberger

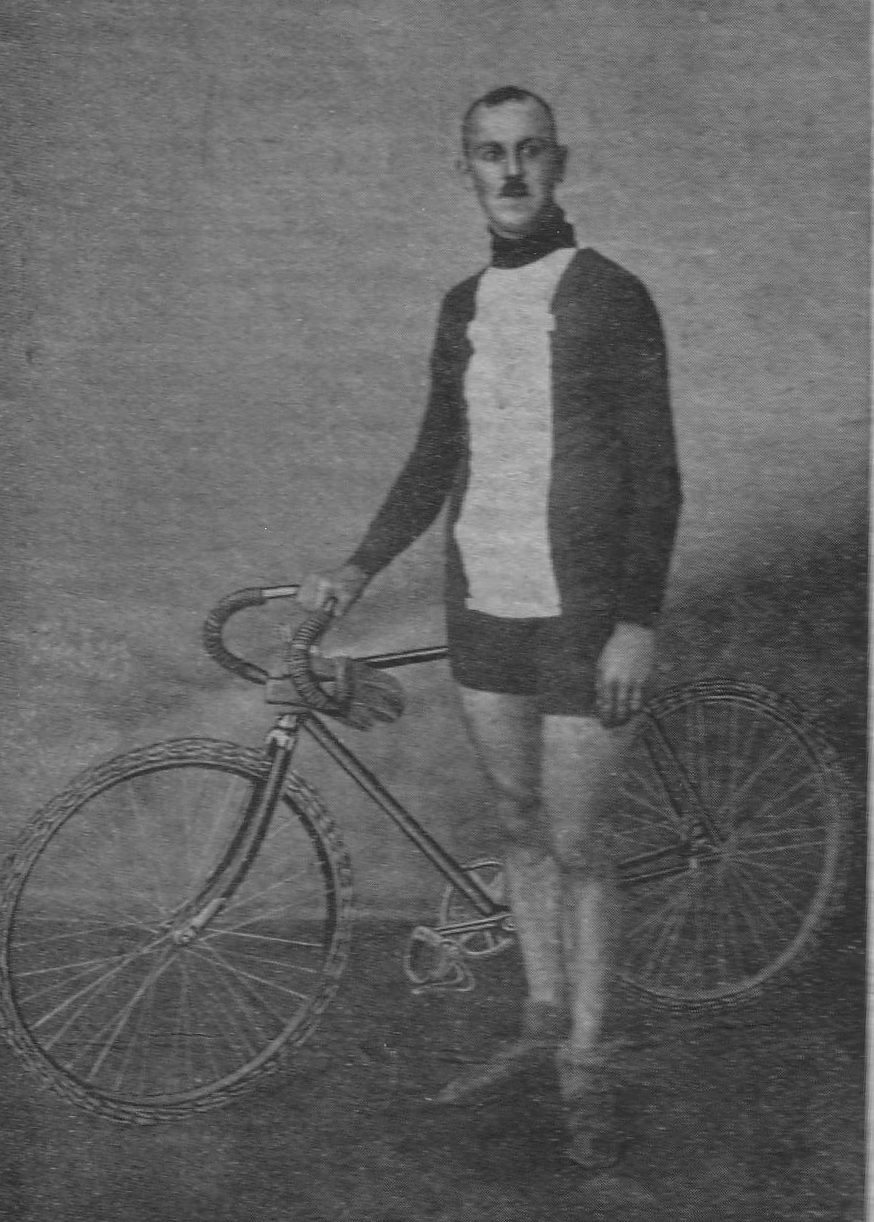
Erich Aberger (1919)

Erich Aberger (* 25. August 1892 in Berlin; † 29. Dezember 1941 in Eiche (Ahrensfelde) oder Eiche (Potsdam)) war ein deutscher Radrennfahrer.
Erich Aberger gehörte gemeinsam mit Jean Rosellen und Karl Wittig zu den erfolgreichsten deutschen Straßenfahrern vor und nach dem Ersten Weltkrieg. Sein erster großer Erfolg war 1910 der dritte Platz beim Rennen Berlin–Cottbus–Berlin, noch als Amateur. Daraufhin trat er zu den Profis über, bestritt noch im selben Jahr die Austragung dieses Rennens für Berufsfahrer und belegte den zweiten Platz. Sein erstes Rennen als Berufsfahrer war Rund durch das Spreegebiet über 500 Kilometer. Aberger startete dort in der Annahme, an allen Kontrollpunkten Verpflegung erhalten zu können, erlag damit aber einem Irrtum. So wurde das Rennen für ihn, der kaum etwas mitgenommen hatte, zu einem gewaltigen Härtetest. Dennoch gewann er das Rennen im Spurt vor Karl Wittig. Später bezeichnete er diesen Erfolg als seinen schönsten Sieg.
Bei Vorläufern der „Deutschland-Tour“ belegte Aberger vordere Plätze: 1911 holte er zwei Etappensiege bei Quer durch Deutschland und wurde in der Gesamtwertung Fünfter; 1922 belegte er beim Großen Preis von Deutschland ebenfalls den fünften Platz. Dreimal gewann er Rund um Berlin (1912, 1921, 1923), viermal Berlin-Leipzig-Berlin (1911, 1912, 1913, 1921), zweimal Rund um die Hainleite (1913, 1914) und viele weitere Rennen in Deutschland. 1913 und 1923 wurde er Deutscher Vize-Meister im Straßenrennen. Im Ausland startete Aberger selten, wurde allerdings bei der Lombardei-Rundfahrt 1911 Fünfter und 1920 Zwölfter. Die Fernfahrt Wien-Berlin konnte er 1914 für sich entscheiden. Lediglich 1910 und 1911 hatte er einen festen Vertrag mit der Firma Polack-Continental. Danach fuhr er ohne dauerhaften Vertrag auf eigene Rechnung.
Aberger nahm auch an sechs Sechstagerennen teil, bei denen er zweimal den zweiten Platz belegte, 1913 in Hannover mit Willy Techmer und 1922 in Berlin mit Willy Lorenz.
Nach dem Ende seiner aktiven Radsport-Karriere eröffnete Erich Aberger zunächst ein Fahrradgeschäft in Berlin-Neukölln und wurde Rennleiter der Victoria-Werke. Später wurde er Abteilungsleiter bei der Firma Scheeren, einer Produzentin für Felgen. Beerdigt wurde er auf dem Luisenstädtischen Friedhof in Berlin.
Nach dem Zweiten Weltkrieg wurde in Brandenburg ihm zu Ehren ein Gedenkrennen für Amateure ausgerichtet.